# Pygmalion (divadelní hra)
Pygmalion je pravděpodobně nejslavnější komedie anglického dramatika irského původu George Bernarda Shawa, nositele Nobelovy ceny za literaturu za rok 1925. Tato satira představy společenských tříd byla hrána nejprve roku 1913 ve Vídni, v Berlíně a v Praze, tiskem vyšla roku 1915. Když byla uvedena roku 1914 v Londýně, šokovala tehdejší diváky šťavnatým zaklením bloody arse (doslova zatracená prdel)  z úst hlavní hrdinky, dosud na anglickém jevišti neslýchaným.

## České překlady
- 1918 Pygmalion, Karel Mušek
- 1926 Pygmalion, Karel Mušek, Jan Čep
- 1954 Pygmalion, František Tetauer
- 1966 Pygmalion, Milan Lukeš
- 2012 Pygmalion, Jiří Josek

## České divadelní inscenace (výběr)
- Národní divadlo uvedlo Pygmalion poprvé 11. 12. 1913. Lízu Doolittlovou hrála Anna Sedláčková.[2]
- Další inscenace měly na Národním divadle premiéry v letech 1927, 1946, 1992 a 2005. V letech 2005—2009 hrála Lízu Petra Špalková[3]. Specifickou úpravu připravil Stanislav Moša pro Městské divadlo Brno pod názvem My Fair Lady ze Zelňáku, v níž Líza mluvila hantecem, jazykem brněnské kriminální spodiny (odborná spolupráce PhDr. Marie Krčmová a PhDr. Andrea Jochmanová). Premiéru měla v roce 1999 a Lízu Ďulínkovou hrála Markéta Sedláčková (později alternovaná Radkou Coufalovou).[4]
- Tehdejší Městská divadla pražská uvedla hru poprvé 30. 4. 1931 v Komorním divadle. V režii Jana Bora podle překladu Karla Muška a Jana Čepa vystupovali Jiří Plachý jako profesor Higgins a Meda Valentová jako Líza Doolittlová. Divadlo na Vinohradech hru inscenuje od 22. dubna 2016 s Janem Šťastným a Šárkou Krausovou v režii Juraje Deáka podle překladu Jiřího Joska.
- První české rozhlasové nastudování vzniklo v roce 1938 v režii Jaroslava Hurta. Lízu Doolitlovou ztvárnila Anna Sedláčková, profesora Higginse Bedřich Karen.[5] V roce 1968 nahrál hru Československý rozhlas s Jiřinou Bohdalovou a Milošem Kopeckým[6] V roce 2024 natočil režisér Aleš Vrzák nové nastudování s Davidem Novotným a Kateřinou Marií Fialovou.[7]

## Filmové adaptace
- Pygmalion, Německo 1935, režie Erich Engel
- Pygmalion, Nizozemsko 1936, režie Ludwig Berger
- Pygmalion, Velká Británie 1938, režie Anthony Asquith, v hlavních rolích Leslie Howard a Wendy Hillerová
- My Fair Lady, USA 1964, režie George Cukor, úspěšné zfilmování amerického muzikálu, v hlavní roli Rex Harrison a Audrey Hepburnová (zpívá: Marni Nixonová)
- The Opening of Misty Beethoven, USA 1976, režie Radley Metzger, pornografická variace Pygmalionu, v hlavní roli Jamie Gillis a Constance Money

## Děj hry
Název upomíná na antický mýtus o kyperském sochaři Pygmalionovi, který vyřezal ze slonové kosti tak krásnou dívku, že se do ní zamiloval a uprosil bohyni lásky Afroditu, aby jí vdechla život. Shawovým moderním Pygmalionem je londýnský profesor fonetiky Henry Higgins, který uzavře se svým přítelem plukovníkem Pickeringem sázku, že naučí ušmudlanou pouliční květinářku Lízu Doolittleovou výslovnosti vznešené dámy. Podaří se mu to tak dokonale, že jeho žákyně okouzlí londýnskou smetánku, jako kdyby ani nebyla Angličanka, ale spíše uherská princezna. Skoro se zdá, že Higgins pomohl Líze překonat propast mezi spodinou, kam ji zařazovala její výslovnost a intonace (londýnské nářečí cockney), a nejvyššími společenskými vrstvami. Higgins však ve svém koženém pedantství nepostřehne, že při jeho fonetickém experimentu Líza vyspěla ze zaostalého děvčete v ženu vědomou si své lidské ceny, toužící po plném citovém životě a hotovou přes všechnu svou vzpurnost a prostořekost věnovat svou lásku svému osvoboditeli. Higgins se však její lásku zdráhá přijmout, a tak závěr hry zůstává otevřený.

### Epilog
V epilogu, který netvoří součást hry, George Bernard Shaw vysvětlil, že ani Higginsův, ani Lízin charakter nepřipouštěl šťastný sňatek, a že si tedy Líza raději vzala mládence Freddyho, který ji zbožňoval, a otevřela si s ním květinářský obchod. Když však hru roku 1938 zfilmoval britský režisér Anthony Asquith, povolil mu George Bernard Shaw naznačit, že se Higgins přece jen s Lízou ožení. Podobně vyznívá také později úspěšně zfilmovaný americký muzikál My Fair Lady, vzniklý na základě této hry roku 1956.